# Chlorige Säure
Die Chlorige Säure ist eine der sauerstoffhaltigen Säuren des Chlors. Da sie sich auch in verdünnter kalter Lösung rasch in  Wasser, Chlordioxid und Salzsäure zersetzt, hat sie in freier Form kaum Bedeutung.
{\displaystyle \mathrm {5\,HClO_{2}\rightarrow 4\,ClO_{2}+HCl+2\,H_{2}O} }
Die Salze der Chlorigen Säure sind die Chlorite. Im Vergleich zur freien Säure sind sie beständiger und können in reiner Form isoliert werden, allerdings sind es reaktionsfähige Stoffe und wirksame Oxidationsmittel, was bei der Handhabung beachtet werden muss.

## Herstellung
Man erhält Chlorige Säure durch Umsetzung von Bariumchlorit und Schwefelsäure. Als Nebenprodukt fällt Bariumsulfat aus.
{\displaystyle \mathrm {Ba(ClO_{2})_{2}+H_{2}SO_{4}\rightarrow 2\,HClO_{2}+BaSO_{4}} }